# Vél’Oxygène
 (janvier 2022).
 Vél’Oxygène  Reims  est une association française fondée en 1998 ayant pour buts de faire améliorer les déplacements des cyclistes ainsi que d’augmenter leur nombre.

## Historique
Elle a été créée en 1998 comme association loi de 1901.

## Activités
- Signature en 2019 d’une convention tripartie entre Vél’Oxygène, la mairie de Reims et la communauté urbaine du Grand Reims.
- Depuis juillet 2020, Vél’Oxygène assure l’entretien des vélos du service ZébullO.
- Proposition d’un maison du Vélo, présentée au élus fin 2020.
- Atelier vélo dit « atelier Paindavoine » accessible gratuitement aux adhérents de l’association ayant choisi cette option lors de leur adhésion.
- Récupération de vélos pour remise en état et revente lors de journées bourse aux vélos.
- Partenariat avec la mission locale pour gérer et entretenir une flotte de 10 vélos prêtés à des jeunes en recherche d’emploi.
- Animation des ateliers vélos au sein du Recyclab.
- Animation d’ateliers vélos ou de formation à la sécurité en vélo à la demande des entreprises ou associations.
- Réalise des comptages des vélos plusieurs fois par an.
- Assure des formations Vélo école.
- Organise des balades à thème dans Reims.

## Organisation
L’association, animée par des bénévoles.
Une AG est organisée une fois par an.
Un salarié à plein temps assure la tenue de l’atelier Paindavoine.
Vél’Oxygène est membre de la fédération des usagers de la bicyclette (FUB), du réseau d’ateliers vélo l’Heureux Cyclage et de l’association française du développement des véloroutes et voies vertes (AF3V).